# Krankenhausverpflegung

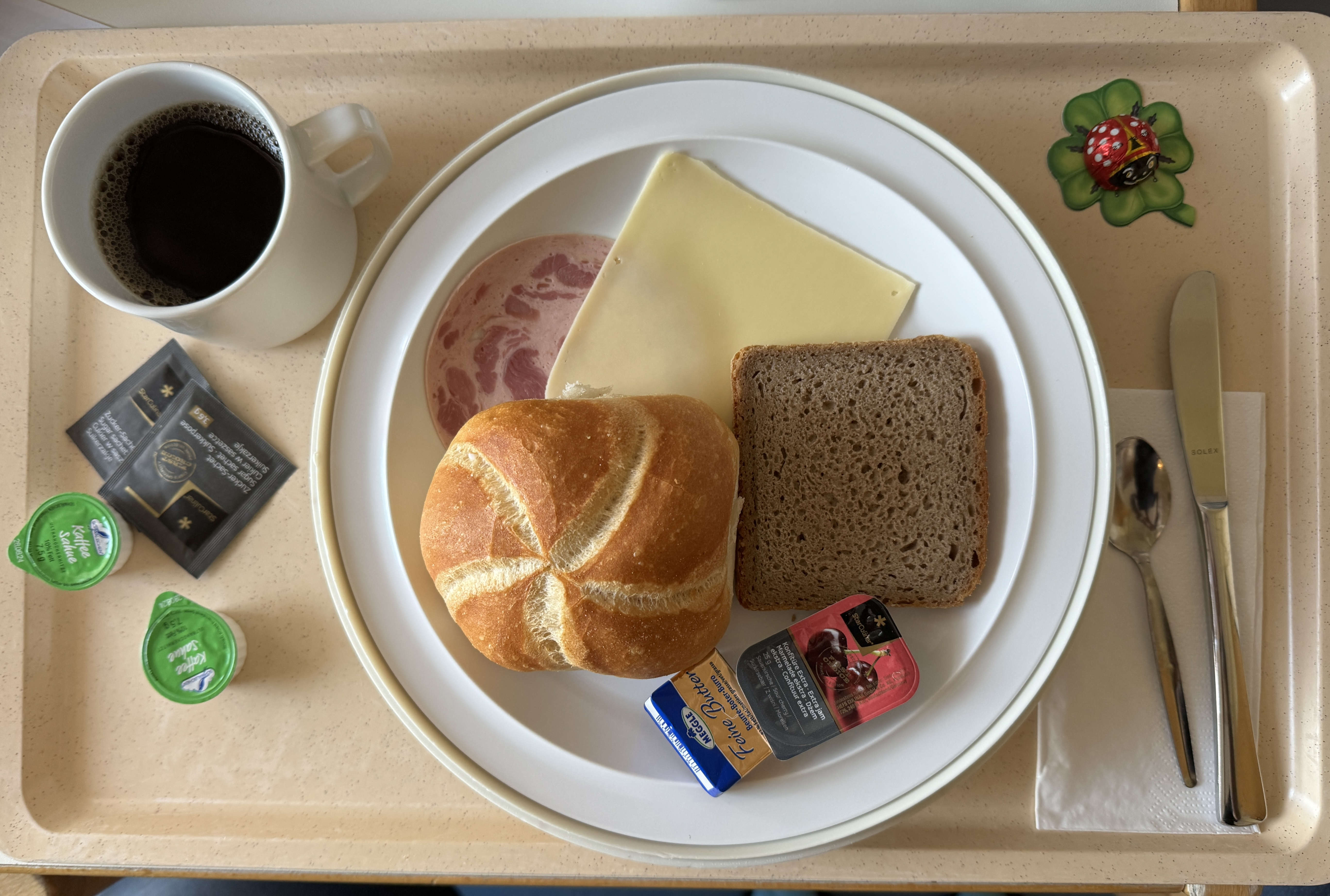
Typisches Krankenhausfrühstück

Krankenhausverpflegung bezeichnet die standardisierte und diätetisch angepasste Verpflegung von Patienten während eines stationären Krankenhausaufenthaltes. Sie ist Bestandteil der medizinischen Versorgung und soll eine ausreichende Zufuhr von Makro- und Mikronährstoffen gewährleisten, um den Heilungsprozess zu unterstützen und ernährungsbedingte Komplikationen zu vermeiden.

## Definition
Die Krankenhausverpflegung umfasst alle verabreichten Nahrungsmittel und Flüssigkeiten während eines stationären Aufenthalts. Sie beinhaltet sowohl Standardkost als auch diätetische Modifikationen, die an die individuellen physiologischen und pathologischen Bedürfnisse der Patientinnen und Patienten angepasst werden. Eine häufig genutzte Verteilmethode ist das Tablettsystem, bei dem individuell bestückte Tabletts auf den Stationen verteilt werden.

## Mangelernährung und ernährungsbezogene Versorgung

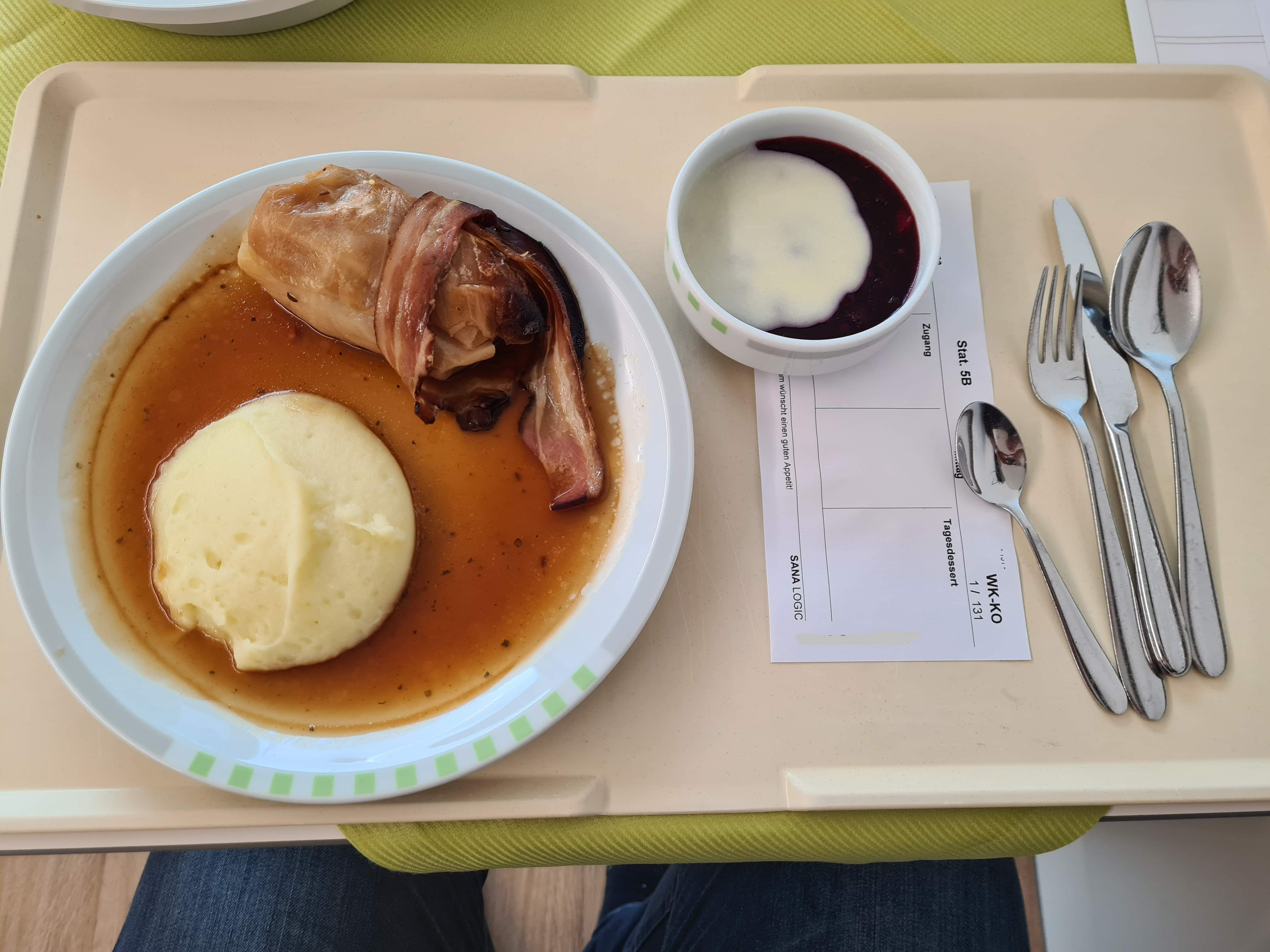
Krankenhausmittagessen bestehend aus warmer Mahlzeit und einem Dessert. In deutschen Kliniken wird üblicherweise Mehrweggeschirr verwendet; Inhaltsstoffe werden zentral gekennzeichnet.

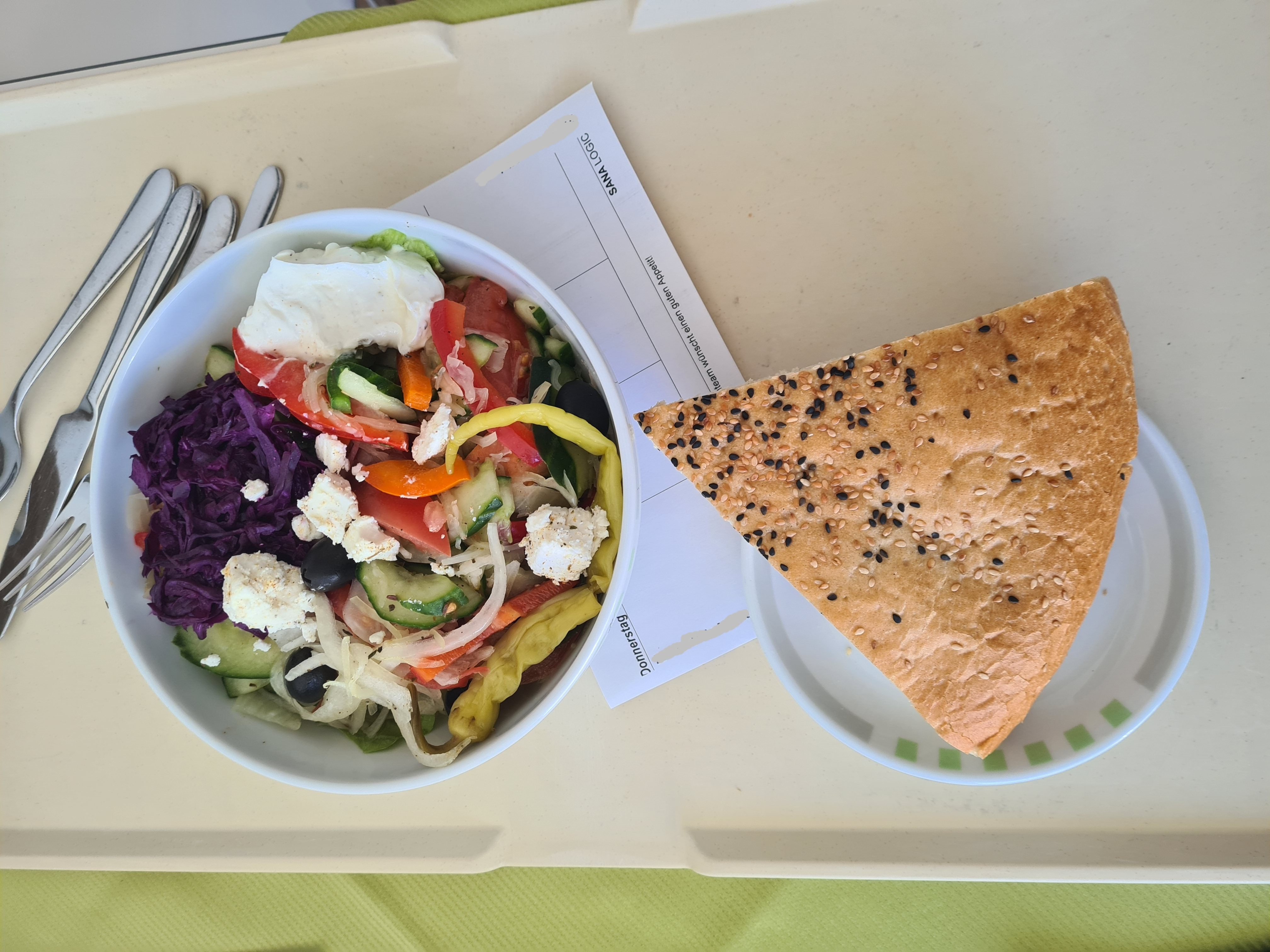
Typische leichte Krankenhausmahlzeit: Beilagensalat mit einem Stück Weißbrot. In vielen Krankenhäusern, insbesondere in Deutschland, gehören vegetarische und vegane Menülinien mittlerweile zum regulären Mittagsspeiseplan.

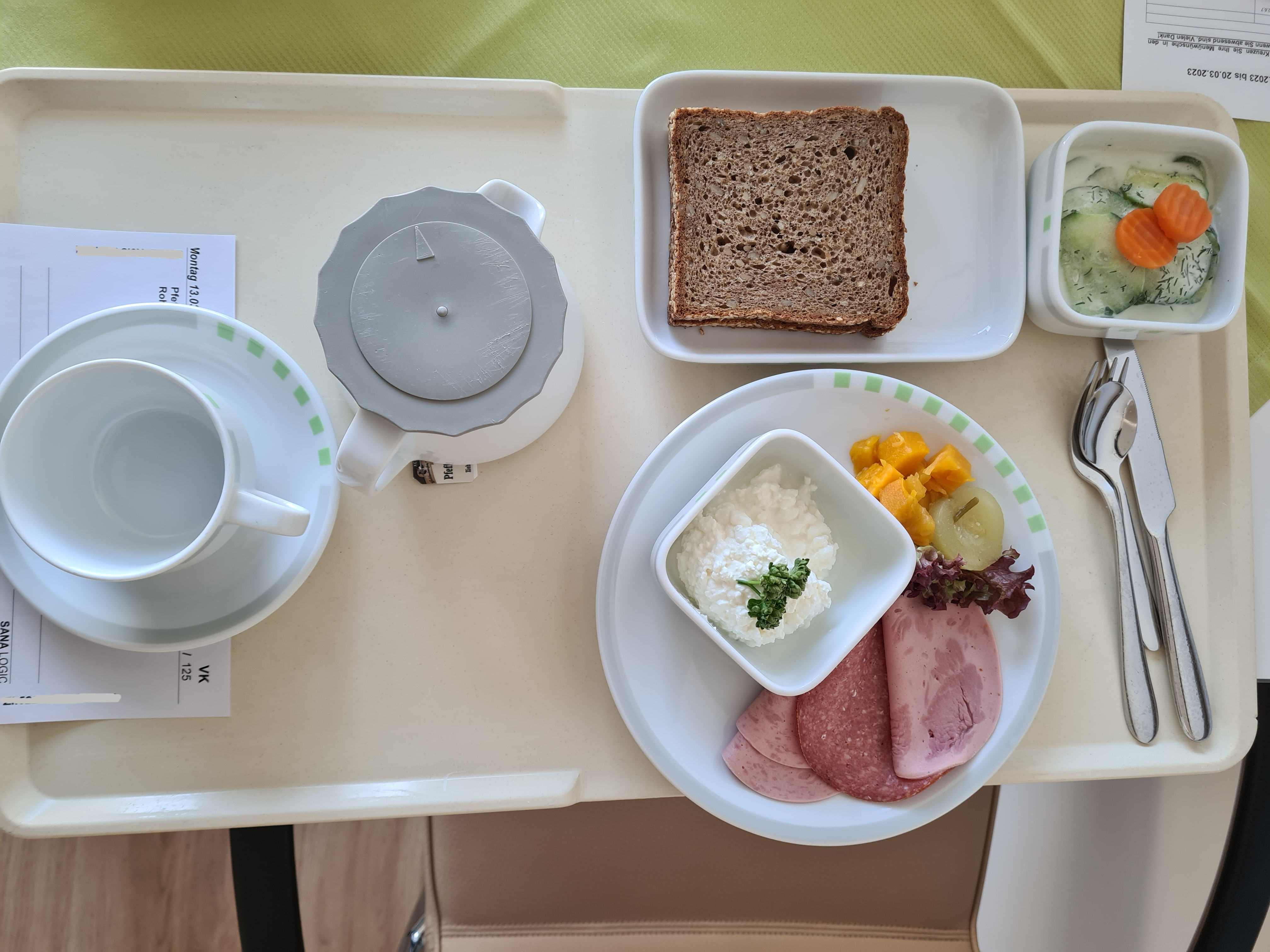
Typisches Abendessen in einer Klinik

Eine angemessene Ernährung stellt einen wesentlichen Bestandteil der klinischen Versorgung dar und beeinflusst maßgeblich den Behandlungserfolg von Patienten. Trotz dieser Bedeutung wird die Qualität der Verpflegung in Krankenhäusern vielfach kritisch bewertet. Insbesondere die unzureichende Nahrungsaufnahme gilt als häufiges Problem, das zu einem erhöhten Risiko von Mangelernährung führt und mit einer Verlängerung der Krankenhausaufenthalte einhergeht. Studien berichten, dass viele Patienten weltweit nicht ausreichend essen, was negative Auswirkungen auf ihre Genesung haben kann. Um diesen Herausforderungen zu begegnen, wurden in zahlreichen Einrichtungen Initiativen gestartet, die darauf abzielen, die Qualität der Speisen zu verbessern und die Nahrungsaufnahme nachhaltig zu erhöhen.
Studien zufolge liegt die Prävalenz von Mangelernährung bei stationären Patienten in Deutschland zwischen 20 und 25 %. Ursachen sind eine unzureichende Energie- und Nährstoffaufnahme, die durch krankheitsbedingte Faktoren wie Entzündungen und Stoffwechselstörungen verstärkt wird. Mangelernährung ist mit erhöhten Raten von Morbidität, verlängerten Liegezeiten sowie erhöhter Mortalität assoziiert. 
Studien zeigen, dass organisatorische Rahmenbedingungen im Krankenhaus einen erheblichen Einfluss auf die Nahrungsaufnahme von Patienten haben. Dazu zählen etwa das Auslassen von Mahlzeiten aufgrund medizinischer Untersuchungen, Unterbrechungen durch Pflegepersonal, unzureichende Unterstützung beim Essen sowie eine geringe Akzeptanz des Essens infolge von Geschmack oder Qualität. Eine schweizerische Langzeitstudie zeigte, dass eine individualisierte Ernährungstherapie bei stationären Patienten mit Ernährungsrisiko die klinischen Behandlungsergebnisse, einschließlich der Überlebensrate, im Vergleich zur Standardverpflegung signifikant verbesserte. Das Ernährungsassessment ist eine systematische Methode zur Erfassung des Ernährungszustands und möglicher Mangelernährung bei Patienten und bildet die Grundlage für gezielte Ernährungstherapien.
Eine „successive Abnahme des Körpergewichtes, die […] auf die dürftige Krankenhausverpflegung zurückgeführt wird“, wurde bereits im 19. Jahrhundert beschrieben.
Bei Diabetes wird auf eine angepasste Kost geachtet, die Übergewicht reduziert und den Blutzuckerspiegel stabil hält. Nach Operationen, etwa am Darm, erhalten Patienten meist zunächst flüssige, ballaststoffarme Kost zur Unterstützung der Heilung. Auch besondere physiologische Zustände wie das Stillen erhöhen den Nährstoffbedarf. Für Patienten mit Kaubeschwerden oder Schluckstörungen (Dysphagie) werden in vielen Krankenhäusern sogenannte „weichtexturierte Diäten“ angeboten.
Bei chirurgischen Patienten mit Mangelernährung oder eingeschränkter Nahrungsaufnahme wird eine gezielte Ernährungstherapie vor und nach einer Operation empfohlen. Leitlinien der Deutschen Gesellschaft für Ernährungsmedizin (DGEM) geben hierzu evidenzbasierte Empfehlungen zur künstlichen Ernährung während des Behandlungsverlaufs.
Studien zeigten, dass nicht nur die Qualität der angebotenen Speisen, sondern auch der zwischenmenschliche Austausch während der Mahlzeiten die Nahrungsaufnahme von Patienten beeinflussen kann. Eine Untersuchung in einer geriatrischen Reha-Einrichtung ergab, dass kommunikatives und handlungsbezogenes Verhalten der Patienten sowie unterstützendes Verhalten des Pflegepersonals positiv mit der Aufnahme von Energie und Protein korrelierten.
Ein ausgewogener Krankenhaus-Speiseplan sollte ballaststoffreich, überwiegend pflanzlich, fettarm und moderat proteinhaltig sein. Frisches Obst, Gemüse und Vollkornprodukte sind dabei wichtig. Bei erhöhtem Energiebedarf oder Mangelernährung muss die Ernährung individuell angepasst werden, um eine optimale Versorgung sicherzustellen.
In Krankenhäusern kann der sogenannte Tellerabfall erheblich variieren und macht durchschnittlich rund 30 % des servierten Gewichts aus. Studien berichten Spannweiten zwischen 6 % und 65 %, abhängig unter anderem vom Gesundheitszustand der Patienten, diätetischen Vorgaben, Portionsgrößen sowie Geschmack und Qualität der Speisen. Diese Lebensmittelverschwendung wirkt sich nicht nur auf die Betriebskosten aus, sondern hat auch ökologische und gesellschaftliche Folgen – etwa durch den zusätzlichen Ressourcenverbrauch und die Umweltbelastung bei der Entsorgung. Während das Thema zunehmend wissenschaftliche Beachtung findet, fehlen bislang allgemein anerkannte Strategien, um sowohl die Ernährungsqualität für Patienten zu verbessern als auch die Lebensmittelverluste zu verringern. In der Praxis orientieren sich viele Einrichtungen bei der Ausgestaltung der Verpflegung vorrangig an ökonomischen Rahmenbedingungen. Der Einsatz elektronischer Bestellsysteme direkt am Patientenbett („bedside meal ordering systems“) kann die Nährstoffaufnahme erhöhen, die Patientenzufriedenheit steigern, Lebensmittelabfälle reduzieren und zugleich die Betriebskosten senken.
Eine Untersuchung der Verpflegung in deutschen Krankenhäusern und Pflegeeinrichtungen (Eiweißmangel) ergab im Jahr 2025 Defizite hinsichtlich der ernährungsphysiologischen Qualität und der Umweltverträglichkeit. Auf Basis detaillierter Ökobilanzdaten wurden ein hoher Anteil an tierischen Produkten, Zucker und raffiniertem Getreide sowie ein geringer Anteil pflanzlicher Lebensmittel festgestellt. Dies ging mit einer ungünstigen Nährstoffzusammensetzung und relevanten Umweltwirkungen wie Treibhausgasemissionen, Landnutzung und Wasserverbrauch einher.
Regelmäßige Qualitätskontrollen sind entscheidend, um die Einhaltung von Empfehlungen sowie die Erwartungen der Patienten an die Krankenhausverpflegung sicherzustellen. Zudem sind kontinuierliche Schulungen des Personals im Verpflegungsdienst erforderlich, ebenso wie fortlaufende Maßnahmen zur Gewährleistung konsistenter Portionsgrößen bei allen ausgegebenen Mahlzeiten.
Studien wie die bundesweite Patientenbefragung der Weissen Liste, einem ehemaligen Bewertungsportal der Bertelsmann Stiftung in Zusammenarbeit mit Krankenkassen, zeigten, dass Frischküche und Lebensmittelqualität positiv mit der Zufriedenheit der Patienten korrelieren können.

## Finanzierung und Organisation
Die Verpflegung von Patienten ist in der Regel nicht Bestandteil der ärztlichen Ausbildung, da Ernährungsthemen im Medizinstudium nur in begrenztem Umfang behandelt werden. Auch die Pflegeausbildung vermittelt grundlegende Kenntnisse zur Ernährung, ohne jedoch einen Schwerpunkt auf die Organisation der Essensversorgung zu legen. Die Planung und Umsetzung spezieller Diätkost obliegt meist Diätassistenten, die organisatorisch der Küchen- oder Ernährungsabteilung zugeordnet sind. Die betriebliche Verantwortung für die Verpflegung liegt bei der Krankenhausleitung, die für den reibungslosen Ablauf der Essensversorgung auf den Stationen zuständig ist.

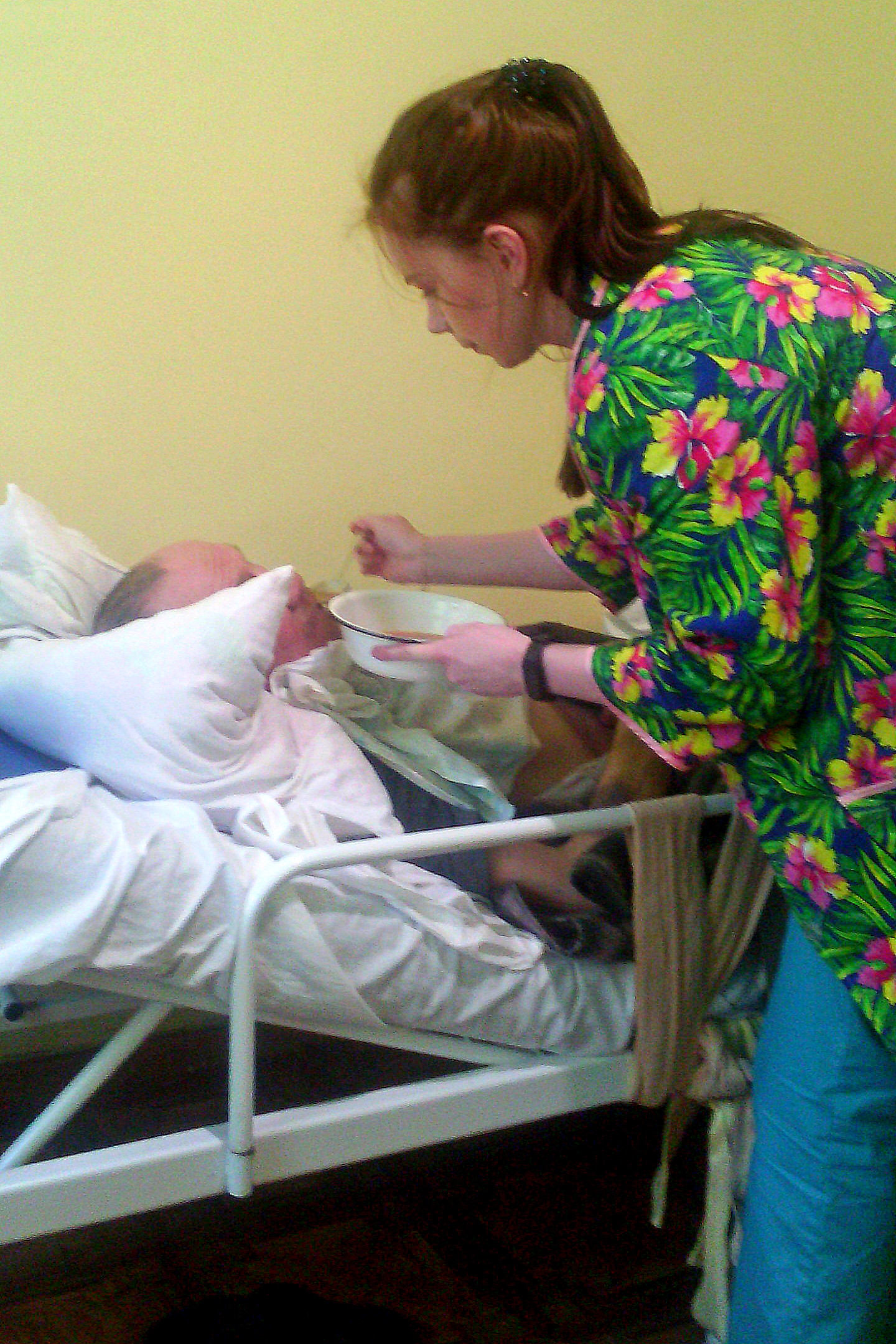
Eine Pflegekraft hilft einem bettlägerigen Patienten bei der Nahrungsaufnahme in einer osteuropäischen Klinik (2019).

In Deutschland wird die Verpflegung von Patienten in Krankenhäusern durchschnittlich mit etwa sechs Euro pro Tag und Person budgetiert (Stand: 2024). Der Betrag sichert die Finanzierung aller Mahlzeiten des Tages – vom Frühstück über das Mittag- bis zum Abendessen einschließlich kleiner Zwischenmahlzeiten, wie Kaffee und Kuchen am Nachmittag. Finanzielle Beschränkungen begrenzen die Möglichkeiten zur Bereitstellung qualitativ höherwertiger Mahlzeiten. Die Abrechnung erfolgt meist pauschal, sodass ernährungsmedizinische Leistungen wie Ernährungsberatung nicht gesondert vergütet werden können.
Zum Vergleich: 1894 betrug in München der Tagessatz für die Krankenhausverpflegung 2,20 ℳ (entspricht heute etwa 19 EUR).
In England wird die Krankenhausverpflegung meist zentral durch NHS-Trusts organisiert, die häufig Drittanbieter für die Lebensmittelbeschaffung einsetzen. Die durchschnittlichen Ausgaben für die Patientenverpflegung betrugen im Geschäftsjahr 2022/23 etwa 5,44 Pfund Sterling (ca. 6,30 Euro) pro Patient und Tag. Vegetarische Optionen machten dabei 13–20 % der Mahlzeiten aus. In englischen Krankenhäusern wird die Verteilung der Mahlzeiten in der Regel nicht von Pflegekräften übernommen, sondern von sogenannten Ward Hostesses. Diese bereiten die Speisen vor, verteilen sie an die Patienten unter Berücksichtigung individueller Diätvorgaben und arbeiten dabei eng mit dem Pflegepersonal zusammen. Sie fördern die Patientenbindung, indem sie die Mahlzeitenoptionen klar kommunizieren und auf Patientenfeedback zum Essensservice reagieren.

## Kantinen und Restaurants
Um den vielfach geäußerten Kritikpunkten an der Krankenhausverpflegung zu begegnen, setzen viele Einrichtungen auf strukturelle und konzeptionelle Veränderungen im Speiseangebot und -umfeld. 
In einigen Kliniken wurden herkömmliche, funktional geprägte Kantinen durch modernisierte Gastronomiekonzepte ersetzt, die eine stärkere Ausrichtung auf Speisenqualität, Frische, Nährwert und eine ansprechende Gestaltung der Speiseumgebung verfolgen. So wurden in einigen Einrichtungen ergänzend zu den üblichen Speisesälen auch Bistros oder Cafés eingerichtet. Solche Maßnahmen sind Teil umfassender Bemühungen, die Nahrungsaufnahme stationärer Patienten zu verbessern. In niederländischen Krankenhäusern nimmt das Personal seine Mahlzeiten häufig in Restaurants oder Kantinen ein, kauft Speisen und Getränke vor Ort oder bringt diese von zu Hause mit. Verkaufsstellen für Speisen und Getränke richten sich außerdem an Besucher, denen gelegentlich gestattet wird, gemeinsam mit den Patienten zu essen.

## Verkaufsautomaten

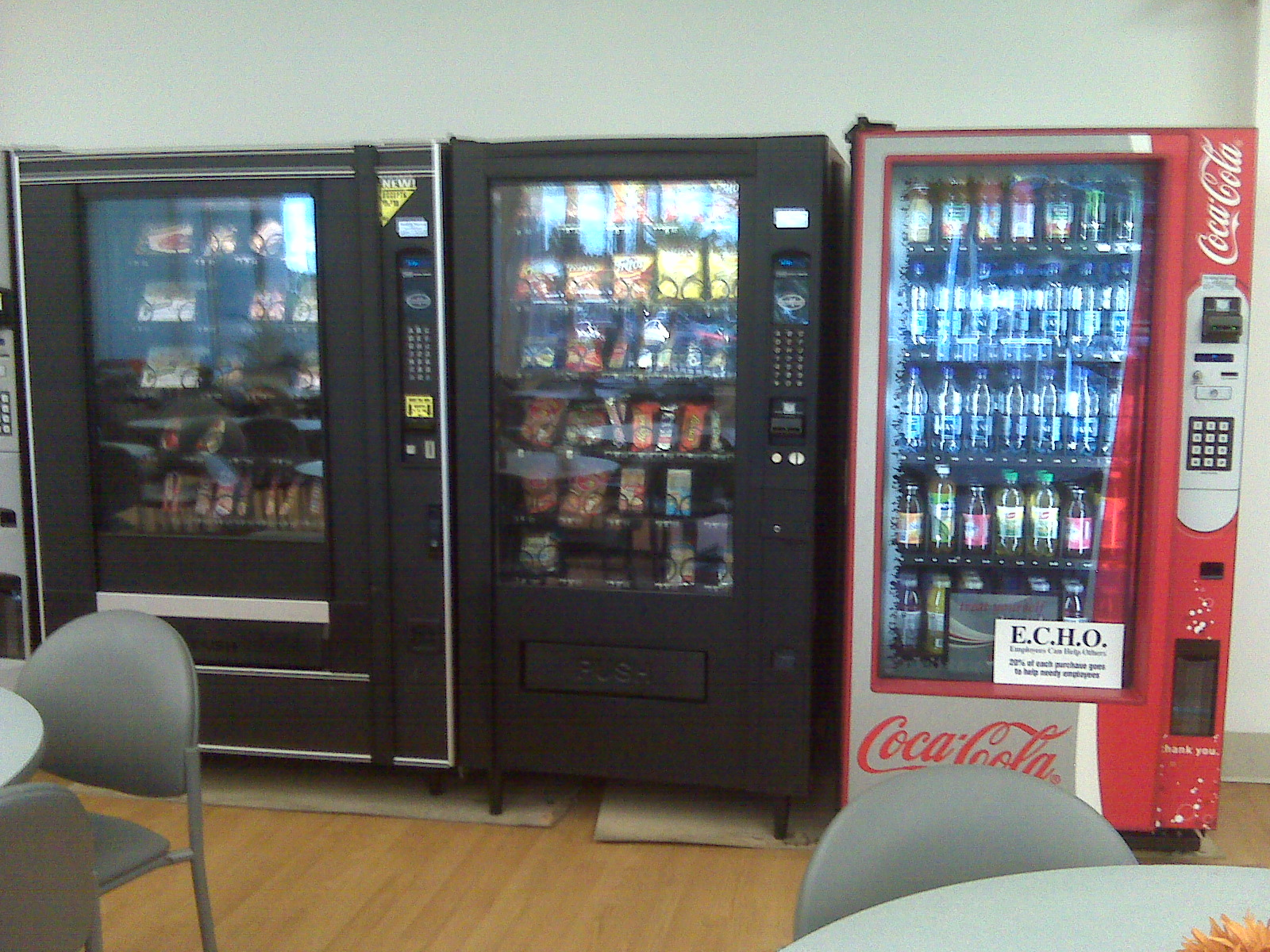
Konventionelle Verkaufsautomaten mit Snacks, Süßwaren und Erfrischungsgetränken in einem Krankenhaus-Aufenthaltsraum

In zahlreichen Krankenhäusern stehen Verkaufsautomaten zur Verfügung, die Patienten, Besuchern und Mitarbeitenden rund um die Uhr den Zugang zu Snacks und (Erfrischungs-)Getränken ermöglichen. Neben herkömmlichen Snack- und Getränkeautomaten werden zunehmend Automaten mit gesünderen Produkten eingesetzt. 
In einem US-amerikanischen Kinderkrankenhaus wurde im Rahmen eines natürlichen Experiments untersucht, wie sich die Einführung gesundheitsfördernder Verkaufsautomaten (Health-Promoting Vending Machines, HPVMs) auf das Verhalten der Nutzer auswirkte. Nach der Umstellung auf Automaten mit nährstoffreicheren Snacks, Getränken und Mahlzeiten berichteten die Befragten häufiger, dass der Nährwert und die Portionsgröße ihre Entscheidung beeinflusst hätten. Zudem wurde das Angebot insgesamt als gesünder wahrgenommen. Eine andere Studie zeigte, dass auch kurze Wartezeiten beim Ausgeben ungesunder Snacks über Verkaufsautomaten das Konsumverhalten beeinflussen können. Produkte mit höherem Zucker- oder Fettgehalt wurden seltener gewählt, wenn ihre Ausgabe um 25 Sekunden verzögert wurde.

## Internationaler Vergleich
In verschiedenen Ländern unterscheidet sich die Krankenhausverpflegung deutlich in Bezug auf Zubereitung, Auswahl und kulturelle Ausrichtung. In Spanien folgt die Krankenhauskost meist der mediterranen Küche mit regionalen Variationen; in Italien ist die mediterrane Prägung ebenfalls präsent, allerdings mit eigenständigen regionalen Ausprägungen. Im Vereinigten Königreich stammen die Mahlzeiten überwiegend aus zentraler Tiefkühlproduktion, während frisch zubereitete Speisen seltener sind und eher Privatpatienten zur Verfügung stehen. In Schweden wird die Krankenhausverpflegung zunehmend als wichtiger Bestandteil der Genesung betrachtet. Leitlinien betonen seit 2022 ihren Beitrag zum Wohlbefinden und zur pflegerischen Versorgung. 
In brasilianischen Krankenhäusern ist Arroz com Feijão (Reis mit Bohnen) nahezu überall Standard. In Australien wird Krankenhausessen oft von externen Firmen vorgekocht und nur aufgewärmt. In Japan orientiert sich die Ernährung an der traditionellen Küche, mit leicht bekömmlichen, ausgewogenen und frisch zubereiteten Speisen. Älteren Menschen werden häufig vertraute Gerichte angeboten. In Taiwan wird die Verpflegung stark von der traditionellen chinesischen Ernährungstherapie geprägt; warme, leicht verdauliche und oft vegetarische Gerichte stehen im Vordergrund, während kalte oder rohe Speisen weitgehend vermieden werden. In kenianischen Krankenhäusern orientieren sich die Mahlzeiten an einfachen, fettarmen Alltagsgerichten wie Ugali, Gemüse, Reis und Rindfleisch. Die Auswahl unterscheidet sich je nach Einrichtung, und zusätzlich bringen Angehörige oft Speisen mit.

## Historische Verpflegungspraxis

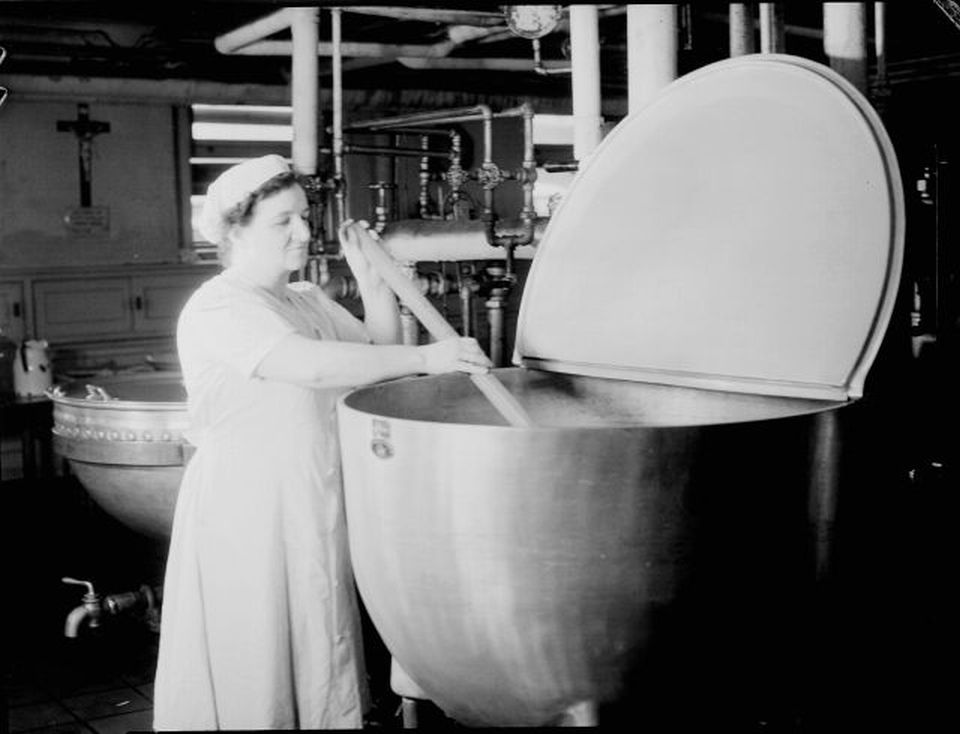
Küchenmitarbeiterin beim Umrühren einer Suppe in der Großküche des Sainte-Justine-Krankenhauses in Montreal, 1944

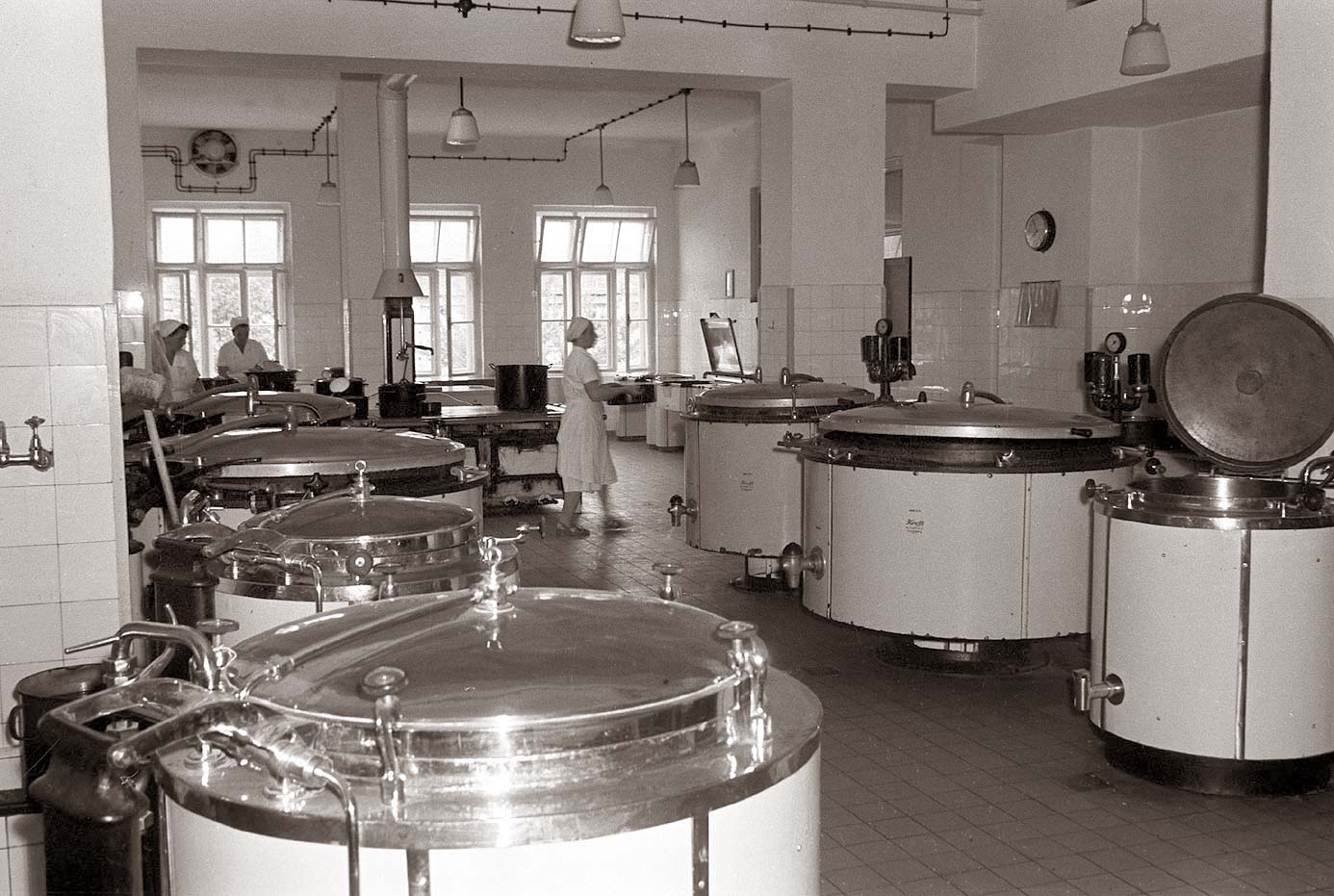
Krankenhausküche in Maribor, 1958

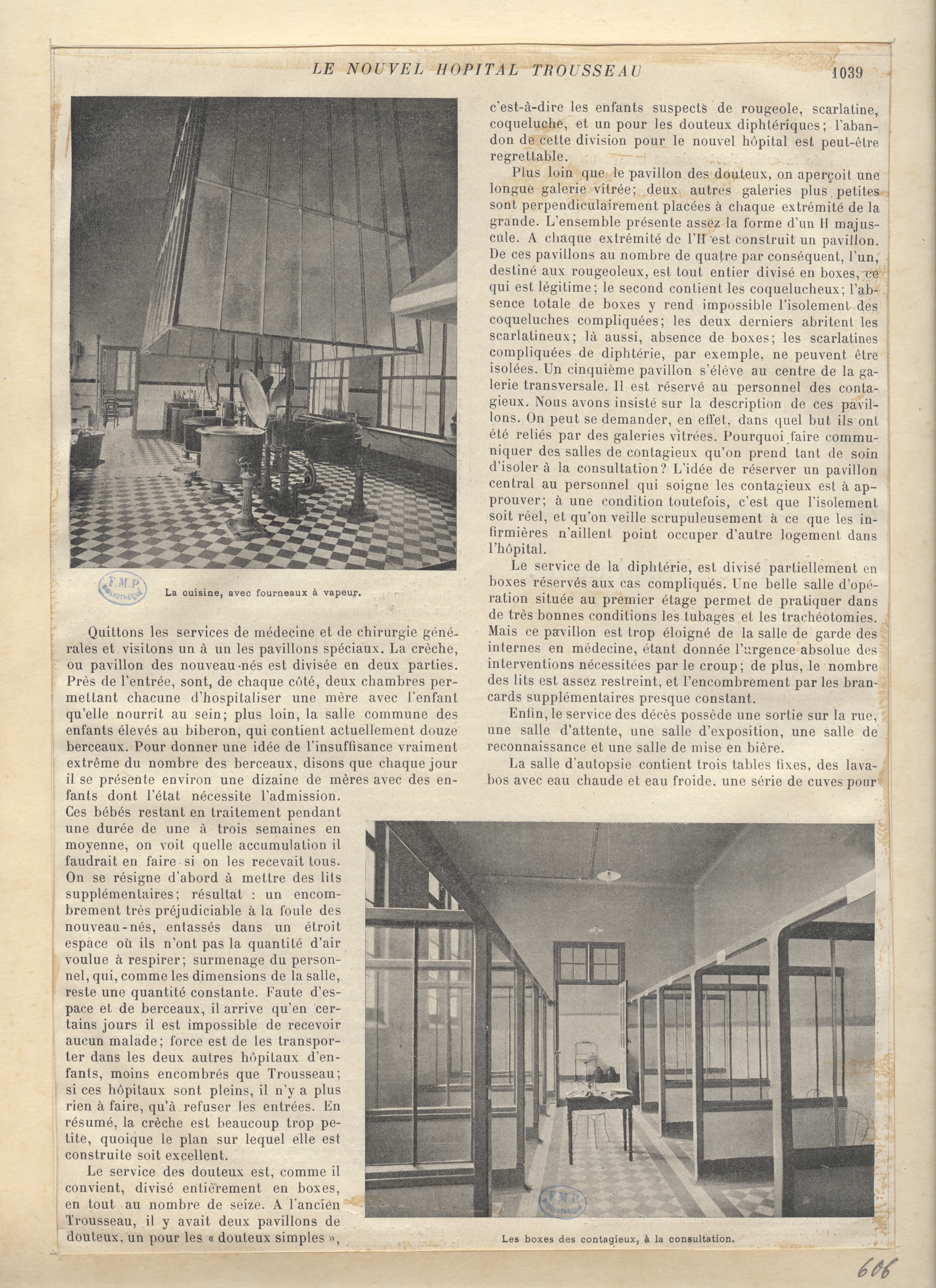
Das abgebildete Dokument zeigt einen historischen Zeitschriftenartikel mit dem Titel Le Nouvel Hôpital Trousseau (Das neue Krankenhaus Trousseau), erschienen auf Seite 1039 einer französischen Publikation. Zwei Schwarzweiß-Fotos sind enthalten: eines zeigt „La cuisine, avec fourneaux à vapeur“ (die Küche mit Dampföfen), das andere die „boxes des contagieux, à la consultation“ (Isolierboxen für Infektionskranke bei der Untersuchung). Der Einsatz von Dampföfen ist ein Beispiel für frühe Mechanisierung und Rationalisierung im Gesundheitswesen.

Bis in die späten 1990er-Jahre wurden viele Speisen in Krankenhäusern noch in der hauseigenen Küche frisch zubereitet. Die Oberschwester war häufig mit der Überwachung der Zubereitung und Verteilung der Mahlzeiten betraut. Mit der zunehmenden Zentralisierung und Auslagerung der Verpflegung wurde die frische Eigenherstellung von Speisen zunehmend durch Fertiggerichte ersetzt. 
Im Zeitraum von 1875 bis 1900 war die Ernährung in Krankenhäusern sehr einfach gehalten. Viele Patienten erhielten breiartige Kost, wie Haferschleim, Suppen und Brot, da sie häufig geschwächt waren. Spezielle Diäten oder individuelle Ernährungsbedürfnisse fanden kaum Berücksichtigung.
Zwischen 1900 und 1950 verbesserten sich die Bedingungen durch zentrale Krankenhausküchen. Die angebotenen Speisen blieben jedoch meist einfach und kohlenhydratreich. Erste Ansätze für spezielle Diäten, etwa Schonkost oder Diabetikerkost, entstanden. Während der Weltkriege kam es aufgrund von Lebensmittelknappheit zu erheblichen Einschränkungen; häufig standen nur Suppen und Brot zur Verfügung.
Von 1950 bis 1980 wurde die Verpflegung differenzierter. Es wurden spezielle Diäten für verschiedene Krankheitsbilder eingeführt, etwa fettarme Kost für Herzkranke oder eiweißreiche Kost für unterernährte Patienten. Die Krankenhausküchen wuchsen und wurden professioneller. Großküchengeräte erleichterten die Zubereitung und steigerten die Effizienz.
In den Jahren von 1980 bis 2000 führten neue ernährungswissenschaftliche Erkenntnisse zu einer stärkeren Orientierung an den Bedürfnissen der Patienten. Die Auswahl an Gerichten wurde vielfältiger, um individuelle Vorlieben zu berücksichtigen. Fertigprodukte und Tiefkühlkost kamen verstärkt zum Einsatz, um Kosten zu senken. Zudem wurde in einigen Krankenhäusern die Essensversorgung an externe Catering-Dienste ausgelagert (entsprechende Überlegungen hatte es allerdings bereits Mitte des 19. Jahrhunderts gegeben).
Seit den 2000er Jahren wird die Verpflegung in Krankenhäusern zunehmend an individuelle Anforderungen angepasst. Dabei werden Allergien, Unverträglichkeiten sowie religiöse oder ethische Ernährungsformen, wie vegetarische oder vegane Kost, stärker berücksichtigt. Darüber hinaus gewinnen Aspekte wie die Verwendung regionaler und ökologisch erzeugter Lebensmittel sowie die Reduzierung von Lebensmittelabfällen an Bedeutung. Das Cook-&-Chill-Verfahren, bei dem Speisen vorproduziert, gekühlt und kurz vor der Ausgabe erwärmt werden, ist ein häufig eingesetztes Verfahren zur Sicherung von Frische und Qualität.
In Großbritannien war es vor dem Zweiten Weltkrieg verbreitet, dass stationäre Patienten nur eine warme Mahlzeit täglich erhielten, während Angehörige oft zusätzliches Essen mitbrachten. Ein frühes Frühstück oder Tee am Morgen war keine Selbstverständlichkeit; gelegentlich wurde morgens eine einfache Mahlzeit mit Tee, Brot, Margarine und manchmal einem Ei serviert, sofern Besucher dies ermöglichten. Angesichts der Lebensmittelknappheit und Rationierung während des Krieges wurden Salate – insbesondere solche mit nährstoffreichen Zutaten wie Hülsenfrüchten oder Wurzelgemüse – als wertvolle Ergänzung zur täglichen Ernährung betrachtet.
Beispielhafte Speisepläne aus britischen Krankenhäusern des Jahres 1945 geben Aufschluss über die damalige Ernährungspraxis. Die Verpflegung basierte vorwiegend auf einfach gehaltenen, sättigenden Lebensmitteln wie Brot mit Butter, Grießspeisen, geräuchertem Fisch, konserviertem Fleisch und süßem Gebäck, was die ernährungs- und versorgungsbedingten Rahmenbedingungen der Nachkriegszeit widerspiegelt.